# Roger Machado Marques
Roger Machado Marques (Porto Alegre, 1975. április 25. –) brazil válogatott labdarúgó.
A brazil válogatott tagjaként részt vett a 2001-es konföderációs kupán.

## Statisztika
| Brazil válogatott | Brazil válogatott | Brazil válogatott |
| Időszak           | Mérk.             | gól               |
| ----------------- | ----------------- | ----------------- |
| 2001              | 1                 | 0                 |
| Összesen          | 1                 | 0                 |